# Hieronim Grala
Hieronim Czesław Grala (* 30. května 1957 Siedlce) je polský historik, rusista a diplomat.

## Život
Grala je absolventem historie na Varšavské univerzitě (1980). Doktorát (Kancléř Ivan Wiskowaty. Studie o politické kariéře v Rusku 16. století) obhájil 16. listopadu 1990 pod vedením Andrzeje Poppea. V roce 2018 se habilitoval na základě práce Polsko-moskevské vztahy v 16.-17. století - pramenné, literární a ediční problémy.
Hieronim Grala od roku 1980 pracoval v Historickém ústavu Varšavské univerzity na katedře dějin středověku. V letech 1990–1993 byl vědeckým tajemníkem Historického ústavu Varšavské univerzity. Stal se členem Polsko-ruské historické komise Polské akademie věd (v současnosti: Komise historiků Polska a Ruska), Byzantské komise Polské akademie věd (do roku 1999) a dalších odborných orgánů. Je editorem řady Monumenta historica res gestas Europae Orientalis illustrantia. Fontes XV–XVII saec. (Varšava-Moskva, od roku 1995). V letech 2000-2009 působil v diplomatických službách jako poradce Velvyslanectví Polské republiky v Ruské federaci a ředitel Polského institutu v Petrohradě (2000–2005) a poté Polského institutu v Moskvě (2005–2009). Od roku 2013 přednáší na Varšavské univerzitě. Zabývá se středověkým a novověkým Ruskem.